# Marc Plauci Silvà (tribú)
Marc Plauci Silvà (en llatí Marcus Plautius Silvanus) va ser un magistrat romà del segle I aC. Formava part de la gens Plàucia, una gens romana d'origen plebeu.
Va ser elegit tribú de la plebs l'any 89 aC i va proposar una llei per la qual 15 persones s'havien d'escollir cada any per cada tribu, per anar al Album Judicum. Va tenir com a col·lega a Gai Papiri Carbó Arvina, junt amb el qual va proposar una llei, la lex Plautia Papiria que donava la ciutadania romana a tots els ciutadans d'un estat federat que tinguessin domicili a Itàlia al temps de l'aprovació de la llei i contactessin amb el pretor de la ciutat en un termini de seixanta dies. Eren els temps de la Guerra social, i aquesta llei tenia per finalitat vincular les ciutats federades (foederatae civitates) a lluitar al costat de Roma.